# Simetrična matrika
Simetrična matrika je kvadratna matrika (ima isto število stolpcev in vrstic), ki je enaka svoji transponirani matriki. To lahko zapišemo kot
{\displaystyle A=A^{\top }.\,\!}.
Elementi simetrične matrike so enaki glede na glavno diagonalo, ki poteka od levega zgornjega dela do desnega spodnjega dela). Za elemente simetrične matrike velja
{\displaystyle a_{ij}=a_{ji}\,\!}
kjer smo z {\displaystyle a_{mn}\,} označili element v m-ti vrstici in n-tem stolpcu.
Zgledi  simetričnih matrik:
{\displaystyle {\begin{bmatrix}a&b&c\\b&d&e\\c&e&f\end{bmatrix}},{\begin{bmatrix}1&3&0\\3&2&6\\0&6&5\end{bmatrix}},{\begin{bmatrix}1&5\\5&7\end{bmatrix}},{\begin{bmatrix}2\end{bmatrix}}}
{\displaystyle {\begin{bmatrix}1&2&3\\2&4&-5\\3&-5&6\end{bmatrix}}.}

## Značilnosti
Simetrična matrika je vedno kvadratna (ima isto število stolpcev in vrstic).
Za poljubno simetrično matriko {\displaystyle A\,} z realnimi elementi velja 
- vedno ima realne lastne vrednosti
- njeni lastni vektorji, ki pripadajo različnim lastnim vrednostim, so ortogonalni drug na drugega
- iz njenih lastnih vektorjev lahko vedno zgradimo ortonormirano bazo
- matriko {\displaystyle A\,} lahko vedno pretvorimo v diagonalno matriko {\displaystyle A=QDQ^{T}\,}

kjer je
- {\displaystyle Q\,} ortogonalna matrika, katere stolpci sestavljajo bazo iz lastnih vektorjev.
- {\displaystyle D\,} diagonalna matrika z lastnimi vrednostmi matrike {\displaystyle A\,} na diagonali.
- če obstaja matrika {\displaystyle A^{-1}\,}, potem je ta matrika simetrična, če je {\displaystyle A\,} simetrična matrika.